# Cymbidium dayanum
Cymbidium dayanum är en orkidéart som beskrevs av Heinrich Gustav Reichenbach. Cymbidium dayanum ingår i släktet Cymbidium, och familjen orkidéer. Inga underarter finns listade i Catalogue of Life.

## Bildgalleri

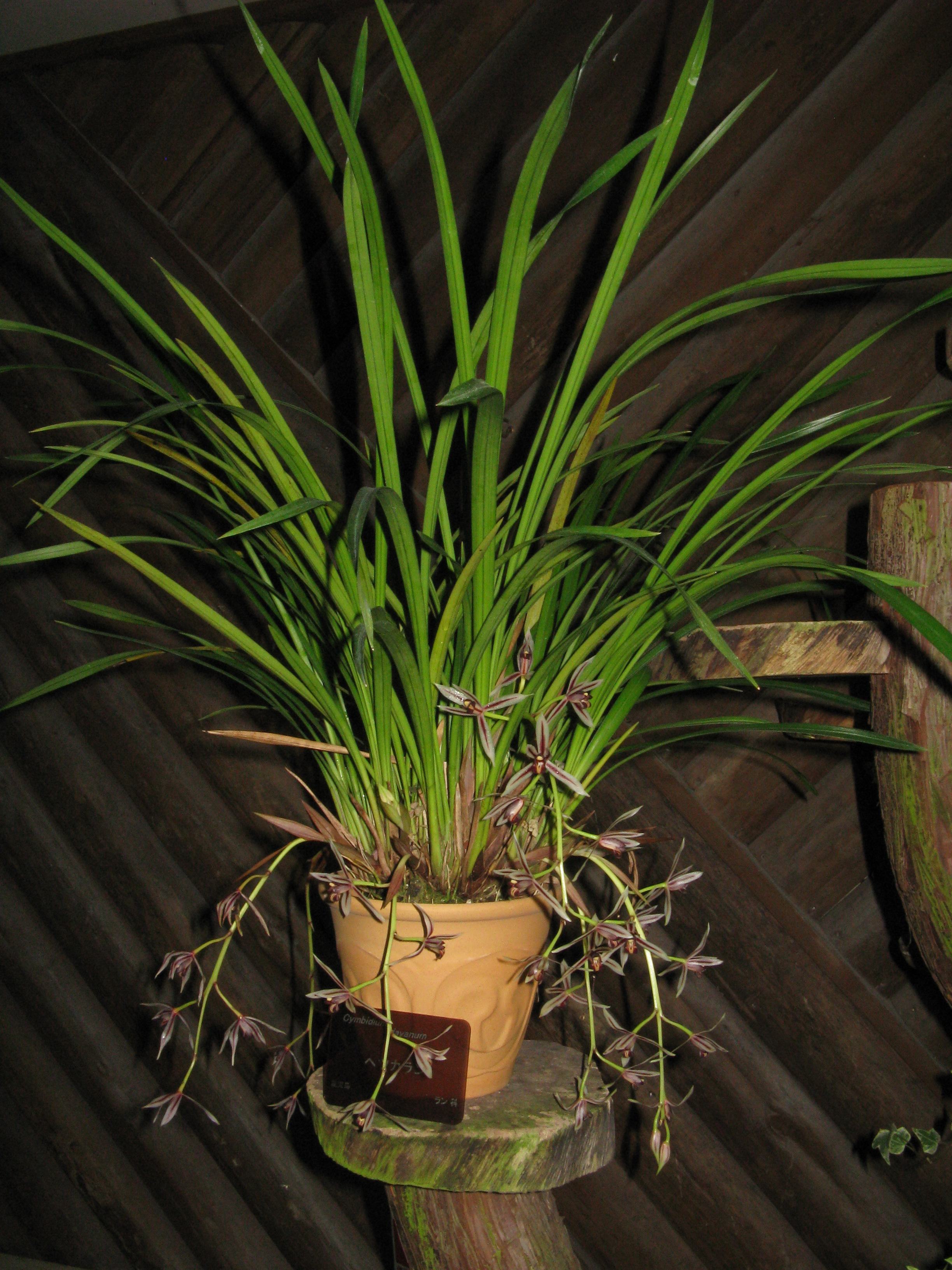
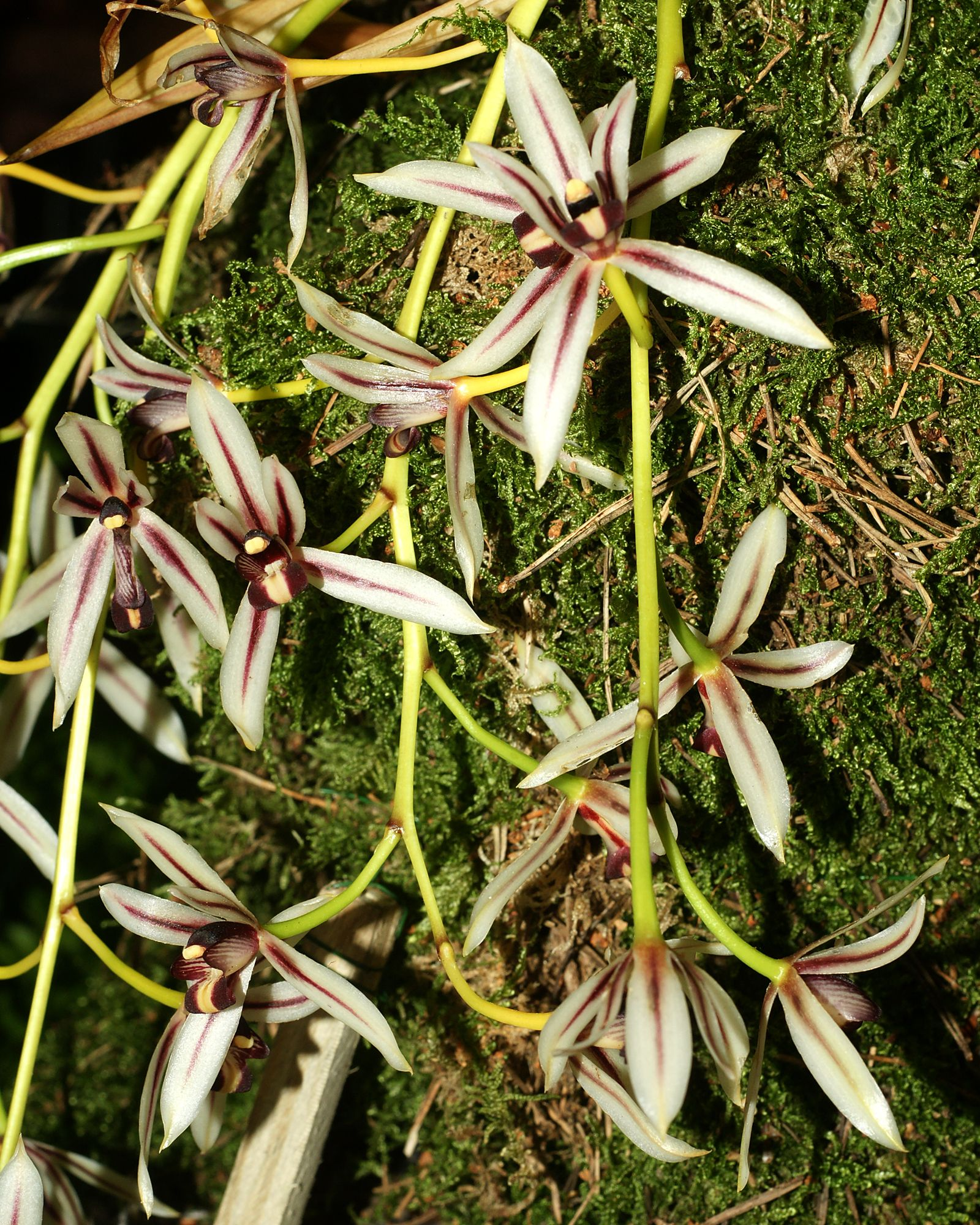
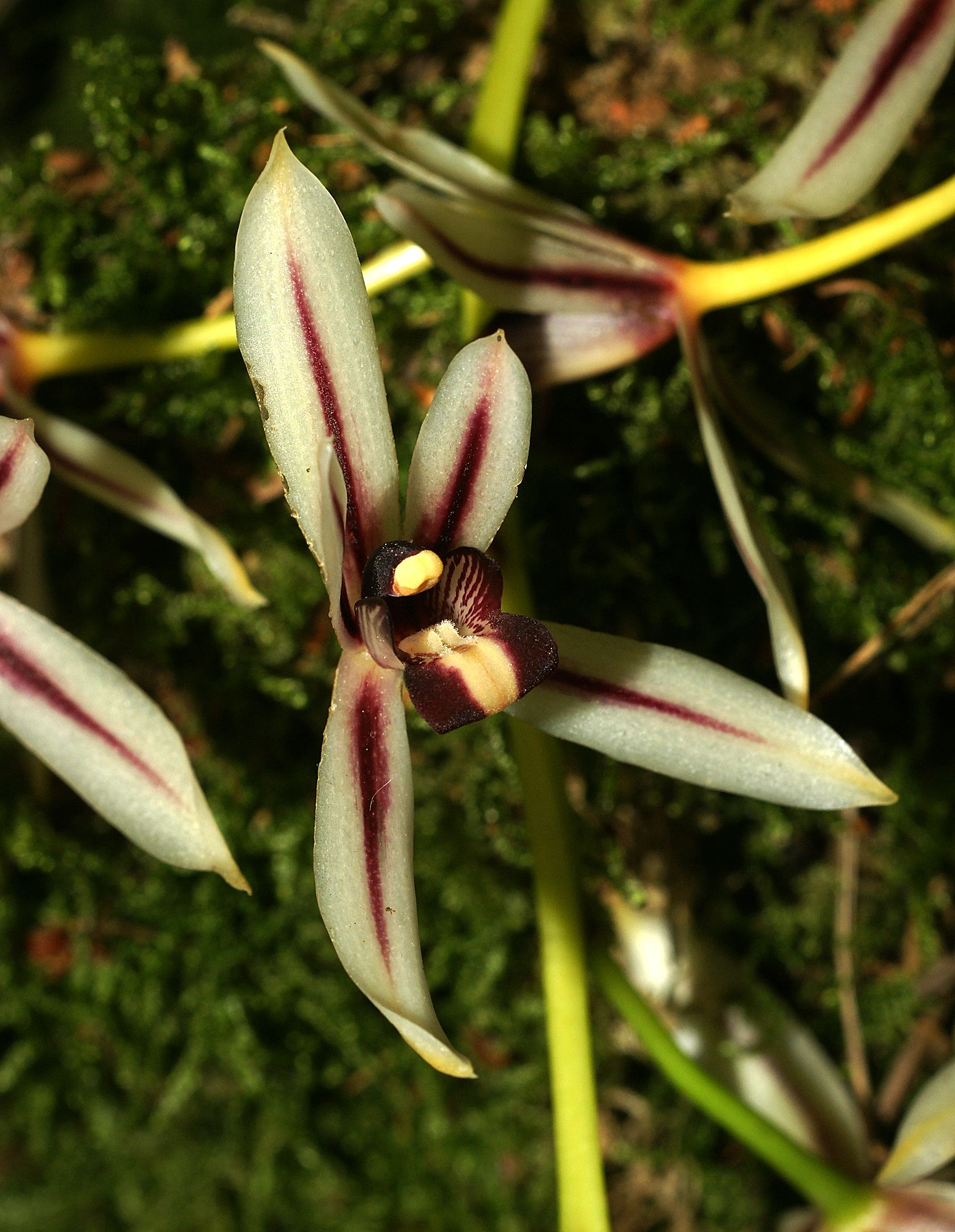
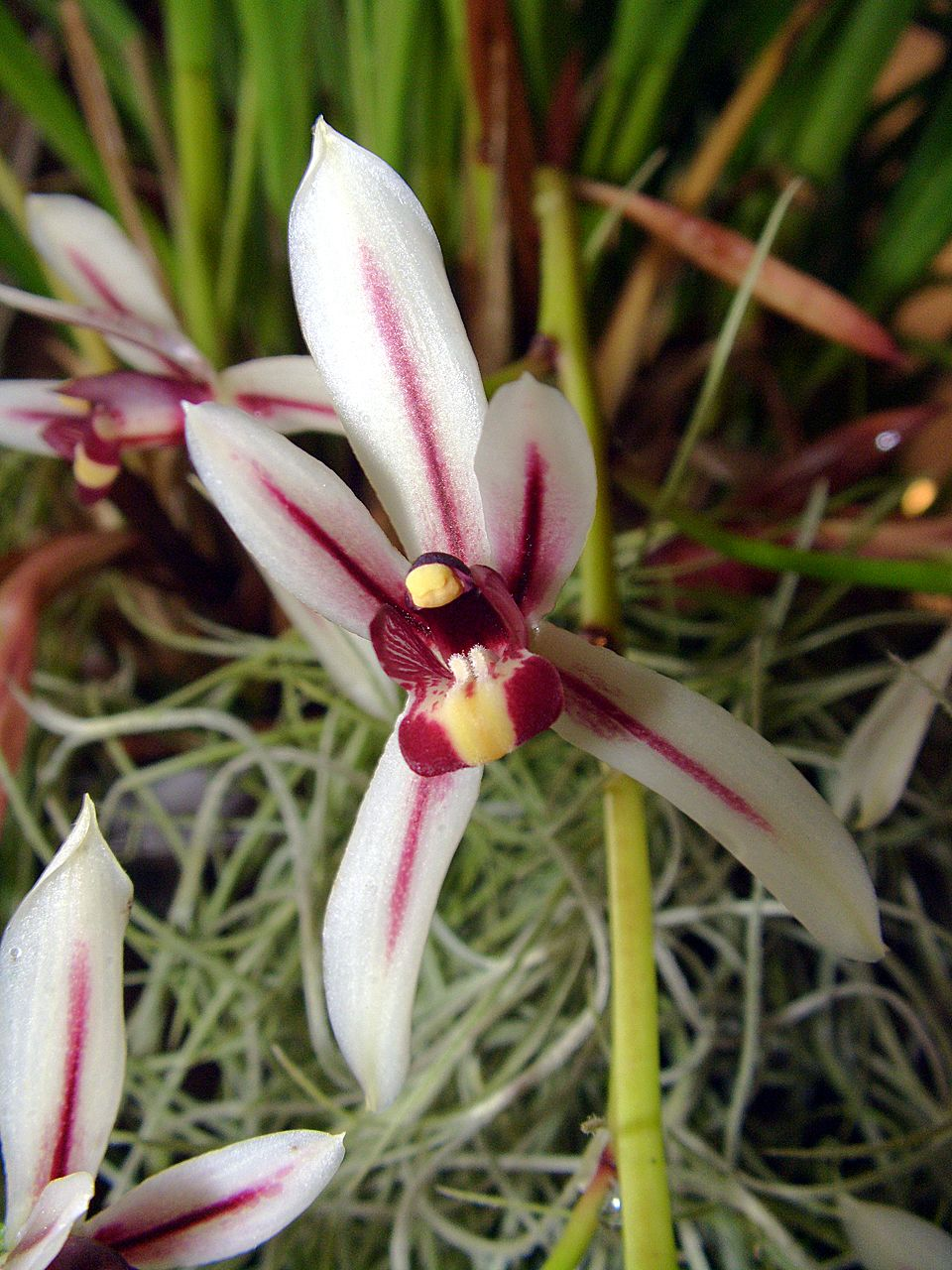
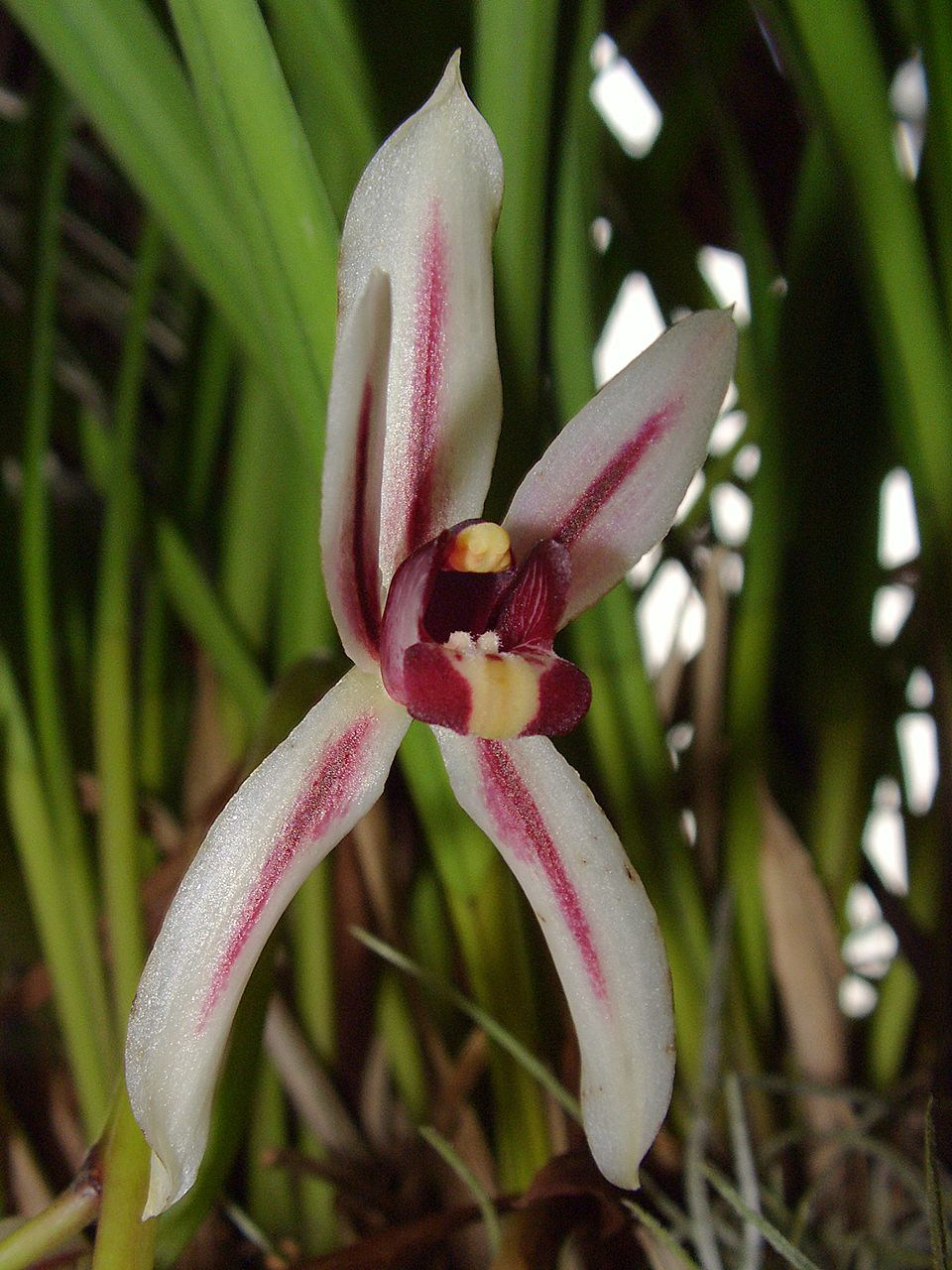
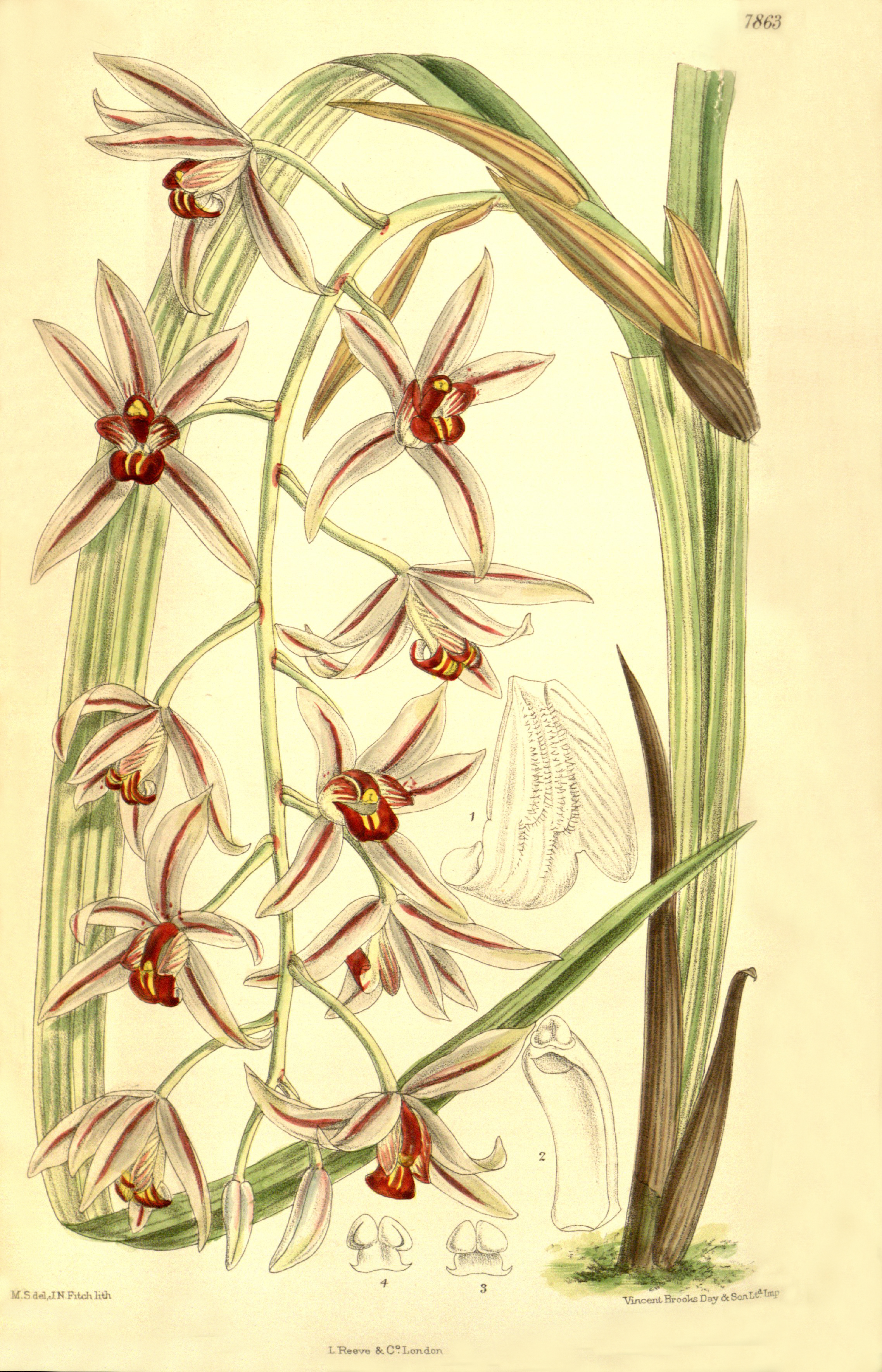